# Enfrontament del vectigal

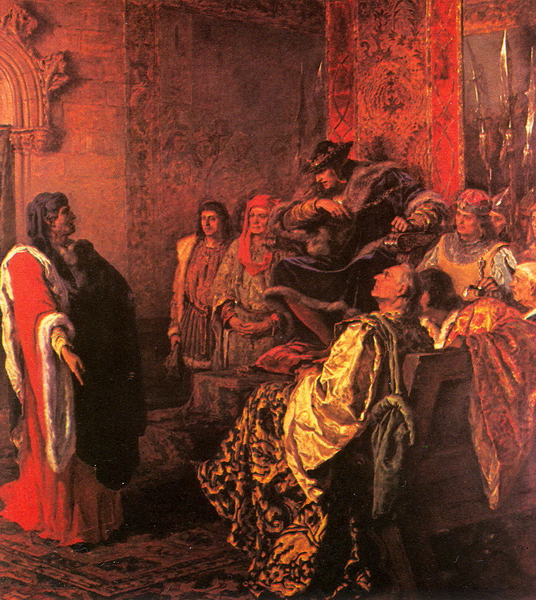
Joan Fiveller exigeix a Ferran d'Antequera que pagui el vectigal de la carn (Ramon Tusquets i Maignon, 1885)

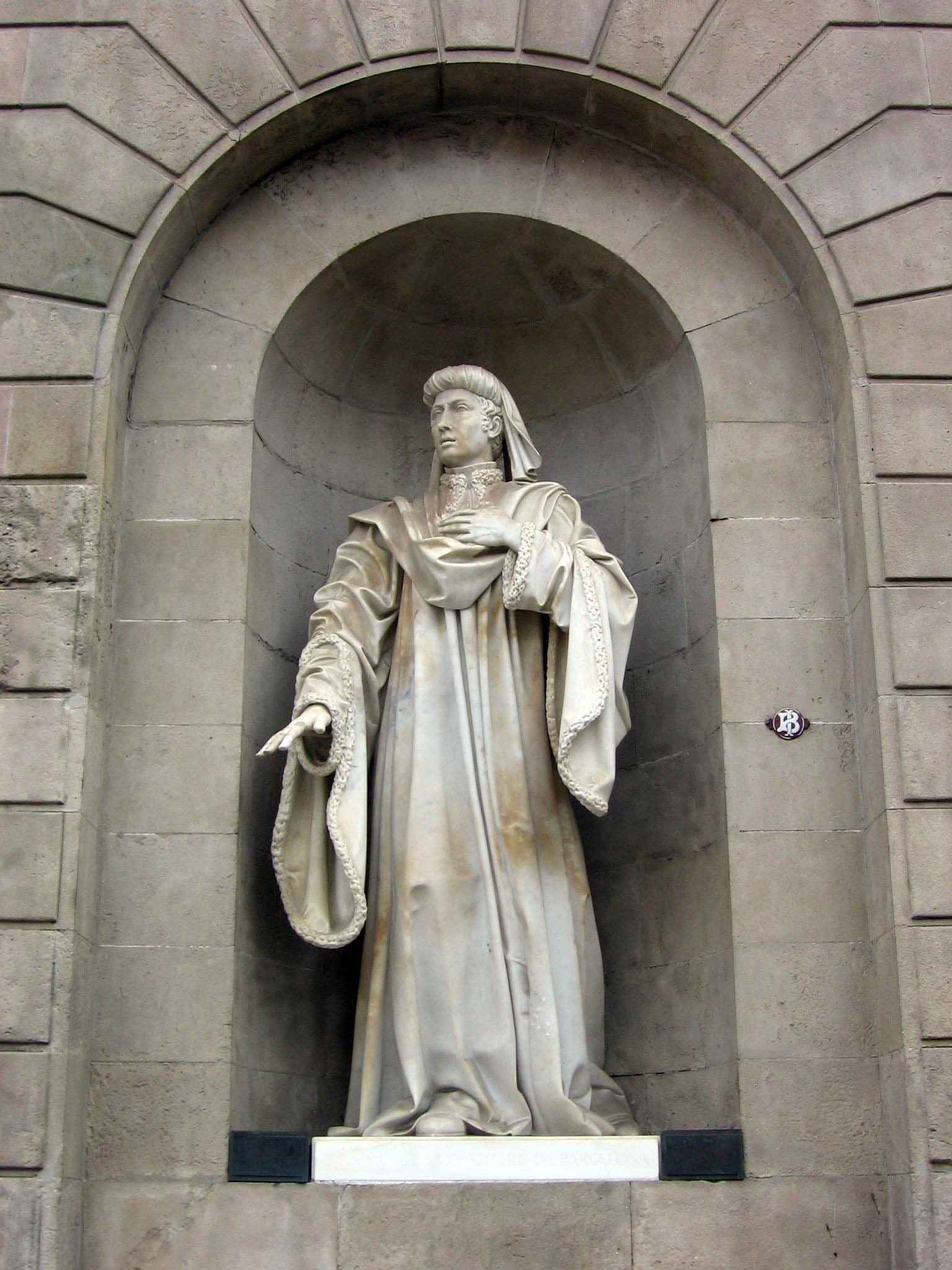
Joan Fiveller a la porta de la Casa de la Ciutat (Barcelona)

L'enfrontament del vectigal fou la reclamació efectuada el 1416 pel llavors conseller segon de Barcelona Joan Fiveller al rei Ferran I per tal que pagués el vectigal, l'impost sobre la carn que els compradors de la Casa del monarca adquirien a la ciutat, i del qual el rei pretenia quedar-ne exempt.

## Història
Ferran d'Antequera, infant i regent de Castella, havia estat elegit sobirà de la Corona d'Aragó pel Compromís de Casp el 1412. Acostumat al context castellà, on el procés històric cap a una monarquia autoritària avançava imparable, i poc avesat al pactisme de la Corona d'Aragó on els braços havien aconseguit frenar-lo a través de les Corts, el nou monarca va tenir alguns enfrontaments amb les institucions dels seus nous estats, amb especial ressonància amb les del Principat de Catalunya.
Tan bon punt inicià el regnat les corts de Barcelona de 1413 marcaren el terreny tot afirmant l'autoritat de la Diputació del General de Catalunya per a "fer complir les lleis al rei i als seus oficials" igual que a tothom. En aquest context el febrer de 1416 el rei Ferran I pretengué quedar lliure del vectigal, l'impost sobre els queviures que els compradors de la seva cort adquirissin. En una reunió d'urgència el Consell de Cent decidí enviar al rei una comissió, encapçalada pel conseller segon Joan Fiveller, per a exigir-li'n el pagament. S'enfrontà a un rei de mirada punyent que el mirava de fit a fit. Fiveller, de forma altiva i segur dels seus actes, recordà el jurament del rei i, sobre els impostos, replicà:
Vectigalia rei publicae esse, non tua ("els impostos són de l'Estat, no teus")
El rei va acabar cedint per a evitar més tensions i enfrontaments, en el que és una de les primeres mostres, si no la primera, de separació entre Estat i Monarquia a l'Europa d'aquell moment.
Aquest pols entre l'autoritarisme monàrquic i les lleis pactades en Corts fou alabat poc després pel cèlebre humanista romà Lorenzo Valla (1445). Al segle següent novament se'n feia ressò Pere Joan Comes (segle xvi), i ja al segle xix durant la Renaixença catalana quedà plasmat gràficament per l'obra de Ramon Tusquets i Maignon (1885). L'enfrontament per fer prevaldre els acords pactats en Corts i el sotmetiment de la monarquia a les lleis ha estat plasmat doncs com un episodi heroic en favor de la llibertat municipal.
Tan important va esdevenir el seu símbol per a l'Ajuntament de Barcelona que és una de les estàtues de la façana neoclàssica de la Casa de la Ciutat de Barcelona, sent l'altra el rei Jaume I. Va ser esculpida per en Josep Bover i Mas i inaugurada el 6 de juny de 1844 per la reina Isabel II.

## Posteritat
Pintura
- Oli de Ramon Tusquets i Maignon, pintat el 1885. Col·lecció particular de Miquel Boada (Barcelona).

Teatre
- Manuel Ribot i Serra, Lo vectigal de la carn: quadro dramátich-histórich en un acte y en vers, obra estrenada a l'Ateneu Sabadellenc el 15 de juliol de 1888.

Il·lustració
- Juan Fivaller, conceller [sic] de Barcelona, pide al rey D. Fernando I se digne pagar el impuesto de la ciudad sobre el consumo de la carne, calcografia d'Antoni Roca i Sallent (gravat) i Josep Puiggarí i Llobet (dibuix) creada per a Barcelona antigua y moderna o descripción e historia de esta ciudad desde su fundación hasta nuestros días, d'Andreu Avel·lí Pi i Arimon, Barcelona, Librería de Estéban Pujal, 1854.

Al·lusions al fet
- El 14 d'abril de 1904 la revista Joventut publicà un article anònim titulat "Fivallers de guardarropia", que hom atribueix a Lluís Domènech i Montaner. L'autor de l'article acusà els regidors de Barcelona de feblesa en les seves reivindicacions catalanistes davant del rei, comparant-los amb ironia amb el comportament que va tenir el conseller Fiveller en l'enfrontament del vectigal.[2]